# Vĩnh Trạch (phường)
Vĩnh Trạch là một phường thuộc tỉnh Cà Mau, Việt Nam.

## Địa lý
Phường Vĩnh Trạch có vị trí địa lý:
- Phía đông giáp thành phố Cần Thơ
- Phía tây giáp phường Bạc Liêu
- Phía nam giáp phường Hiệp Thành
- Phía bắc giáp xã Hưng Hội.

Phường Vĩnh Trạch có diện tích 49,75 km², dân số năm 2024 là 42.716 người, mật độ dân số đạt 858 người/km².

## Lịch sử
Ngày 5 tháng 10 năm 1917, làng Vĩnh Trạch thuộc tổng Thạnh Hòa, quận Vĩnh Lợi.
Giai đoạn 1956 – 1975, xã Vĩnh Trạch thuộc tổng Thạnh Hòa, quận Vĩnh Lợi.
Năm 1975, sáp nhập xã Vĩnh Lợi và xã Vĩnh Trạch thuộc huyện Vĩnh Lợi vào thị xã Bạc Liêu.
Sau năm 1975, Phường 5, Phường 6 và xã Vĩnh Trạch thuộc thị xã Bạc Liêu, tỉnh Bạc Liêu.
Ngày 20 tháng 9 năm 1975, Bộ Chính trị ban hành Nghị quyết số 245-NQ/TW về việc hợp nhất tỉnh Bạc Liêu, tỉnh Cà Mau và hai huyện An Biên, Vĩnh Thuận (ngoại trừ 2 xã Đông Yên và Tây Yên) của tỉnh Rạch Giá thành một tỉnh mới, tên gọi tỉnh mới cùng với nơi đặt tỉnh lỵ sẽ do địa phương đề nghị lên.
Ngày 20 tháng 12 năm 1975, Bộ Chính trị ban hành Nghị quyết số 19/NQ về việc hợp nhất tỉnh Bạc Liêu và tỉnh Cà Mau thành một tỉnh mới, tên gọi tỉnh mới cùng với nơi đặt tỉnh lỵ sẽ do địa phương đề nghị lên.
Ngày 24 tháng 2 năm 1976, Chính phủ Cách mạng Lâm thời Cộng hòa miền Nam Việt Nam ban hành Nghị định số 3/NQ/1976 về việc hợp nhất tỉnh Bạc Liêu và tỉnh Cà Mau thành một tỉnh mới, lấy tên là tỉnh Bạc Liêu – Cà Mau. Phường 5, Phường 6 và xã Vĩnh Trạch thuộc thị xã Bạc Liêu, tỉnh Bạc Liêu – Cà Mau.
Ngày 10 tháng 3 năm 1976, Chính phủ ban hành Nghị quyết về việc:
- Thành lập tỉnh Minh Hải trên cơ sở đổi tên tỉnh Bạc Liêu – Cà Mau.
- Đổi tên thị xã Bạc Liêu thành thị xã Minh Hải.
- Phường 5 và xã Vĩnh Trạch thuộc thị xã Minh Hải, tỉnh Minh Hải.

Ngày 29 tháng 12 năm 1978, Hội đồng Chính phủ ban hành Quyết định số 326-CP. Theo đó, Phường 5, Phường 6 và xã Vĩnh Trạch thuộc thị xã Minh Hải, tỉnh Minh Hải.
Ngày 25 tháng 7 năm 1979, Hội đồng Bộ trưởng ban hành Quyết định số 275-CP về việc chia xã Vĩnh Trạch thành xã Vĩnh Thuận và xã Vĩnh Hòa.
Ngày 17 tháng 5 năm 1984, Hội đồng Bộ trưởng ban hành Quyết định số 75-HĐBT về việc đổi tên thị xã Minh Hải thành thị xã Bạc Liêu thuộc tỉnh Minh Hải. Phường 5, xã Vĩnh Thuận, xã Vĩnh Hòa thuộc thị xã Bạc Liêu.
Ngày 2 tháng 2 năm 1991, Ban Tổ chức – Cán bộ của Chính phủ ban hành Quyết định số 51/QĐ-TCCP về việc:
- Sáp nhập Phường 6 vào Phường 5.
- Thành lập xã Thuận Hòa trên cơ sở xã Vĩnh Thuận và xã Vĩnh Hòa.

Ngày 6 tháng 11 năm 1996, Quốc hội ban hành Nghị quyết về việc chia tỉnh Minh Hải thành tỉnh Bạc Liêu và tỉnh Cà Mau. Khi đó, Phường 5 và xã Thuận Hòa thuộc thị xã Bạc Liêu, tỉnh Bạc Liêu.
Ngày 25 tháng 8 năm 1999, Chính phủ ban hành Nghị định số 82/1999/NĐ-CP về việc thành lập xã Vĩnh Trạch thuộc thị xã Bạc Liêu trên cơ sở 4.229,81 ha diện tích tự nhiên và 12.804 nhân khẩu của xã Thuận Hòa.
Ngày 27 tháng 8 năm 2010, Chính phủ ban hành Nghị quyết số 32/NQ-CP về việc thành lập thành phố Bạc Liêu thuộc tỉnh Bạc Liêu. Phường 5 và Xã Vĩnh Trạch trực thuộc thành phố Bạc Liêu.
Tính đến ngày 31/12/2024, Phường 5 có 8 khóm: 1, 2, 3, 4, 5, 6, 7, 8. Xã Vĩnh Trạch có 8 ấp: An Trạch Đông, Bờ Xáng, Công Điền, Giáp Nước, Kim Cấu, Rạch Thăng, Thào Lạng, Vĩnh An.
Ngày 12 tháng 6 năm 2025, Quốc hội ban hành Nghị quyết số 202/2025/QH15 về việc sắp xếp đơn vị hành chính cấp tỉnh (nghị quyết có hiệu lực từ ngày 12 tháng 6 năm 2025). Theo đó, sáp nhập tỉnh Bạc Liêu vào tỉnh Cà Mau.
Ngày 16 tháng 6 năm 2025, Ủy ban Thường vụ Quốc hội ban hành Nghị quyết số 1655/NQ-UBTVQH15 về việc sắp xếp các đơn vị hành chính cấp xã của tỉnh Cà Mau năm 2025 (nghị quyết có hiệu lực từ ngày 16 tháng 6 năm 2025). Theo đó, thành lập phường Vĩnh Trạch thuộc tỉnh Cà Mau trên cơ sở toàn bộ 10,22 km² diện tích tự nhiên, quy mô dân số là 23.085 người của Phường 5 và toàn bộ 39,53 km² diện tích tự nhiên, quy mô dân số là 19.631 người của xã Vĩnh Trạch thuộc thành phố Bạc Liêu, tỉnh Bạc Liêu.
Phường Vĩnh Trạch có 49,75 km² diện tích tự nhiên và quy dân số là 42.716 người.

## Giao thông
- Đường Nam Sông Hậu (Tôn Đức Thắng, Nguyễn Thị Minh Khai)
- Đường Tỉnh lộ 38 (Nguyễn Thị Minh Khai)
- Đường Cao Văn Lầu
- Đường Nguyễn Thị Minh Khai
- Đường Thống Nhất
- Đường Đống Đa
- Đường Nguyễn Du
- Đường Phạm Ngũ Lão
- Đường Hồ Thị Kỷ
- Đường Lý Văn Lâm
- Đường Lê Thị Hồng Gấm
- Đường Tôn Đức Thắng
- Đường Nam Kỳ Khởi Nghĩa
- Đường Duy Tân
- Đường Đồng Khởi
- Đường Nguyễn Viết Xuân
- Đường Nguyễn Trung Trực
- Đường Nguyễn Tri Phương
- Đường Lê Quý Đôn
- Đường Hàm Nghi
- Đường Nhạc Khị
- Đường Phó Đức Chính
- Đường Nọc Nạn
- Đường Lê Đại Hành
- Đường Bông Văn Dĩa
- Đường Trần Văn Trà
- Đường Lò Rèn